# Pelotização

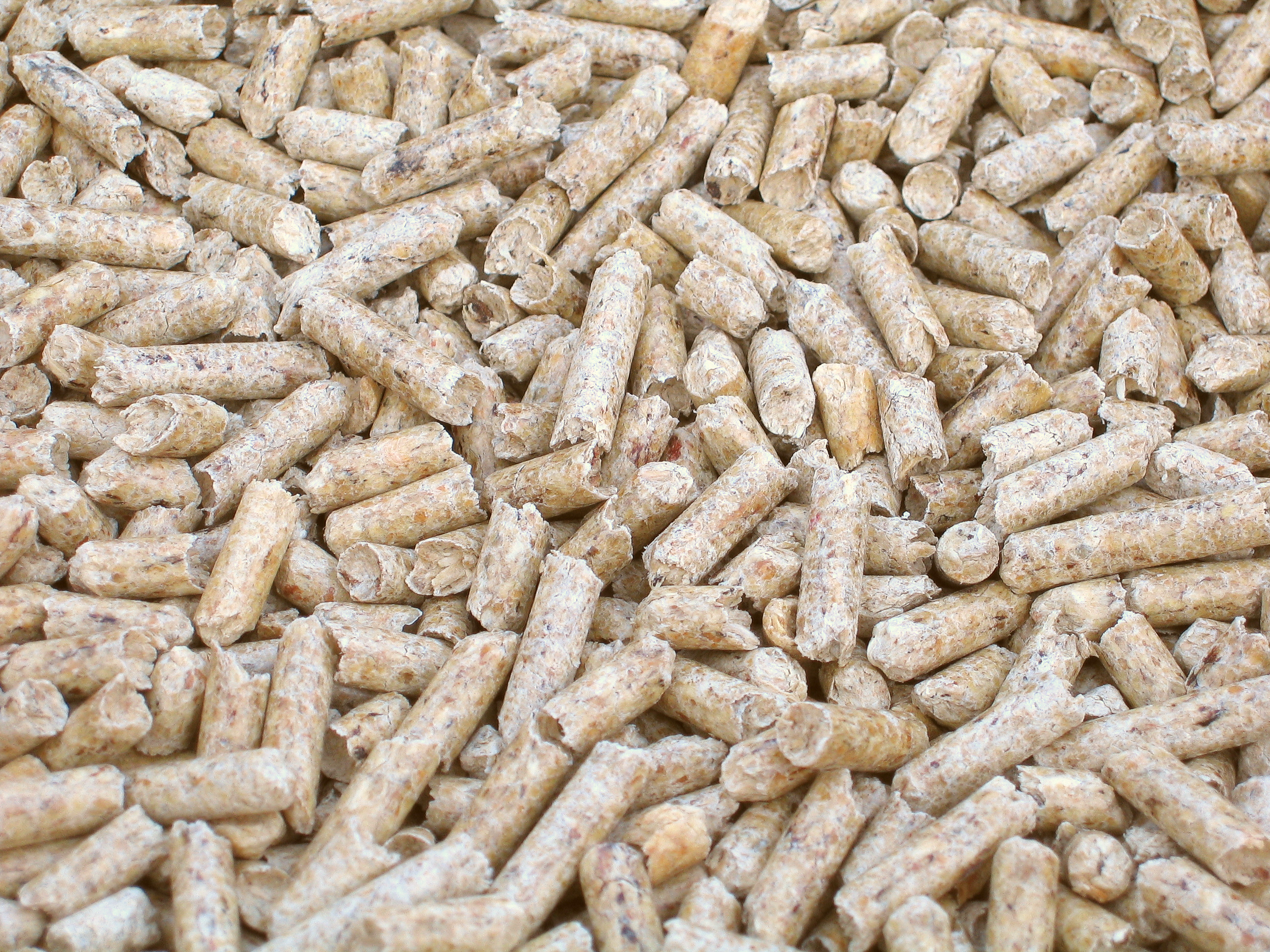
Pelotas de madeira

A pelotização (eventualmente o termo coloquial peletização também é usado), é o processo de compressão ou moldagem de um dado material na forma de um pellet. Uma grande variedade de materiais diferentes podem passar por tal processo, incluindo produtos químicos, minério de ferro, ração animal composta, dentre outros.
No caso do minério de ferro, a pelotização em partículas ultrafinas se dá através de um tratamento térmico. Esta fração ultrafina (abaixo de 0,15 mm) é encontrada desta forma na natureza ou gerada no beneficiamento. A pelotização tem como produto aglomerados esféricos de tamanhos na faixa de 8 a 18 mm, com características apropriadas para alimentação das unidades de redução, tais como altos-fornos.
Nos altos-fornos, resumidamente, ocorre fusão e redução do ferro, que passa da forma de óxido à forma metálica. Neste tipo de equipamento, toda a carga de óxido de ferro, agentes redutores e combustíveis é adicionada anteriormente ao acendimento do forno. No carregamento do forno faz-se uma pilha de material no interior do mesmo, chegando a alturas de 30 metros em alguns casos. Devido a essas características do processo, são necessárias ao material alimentado algumas propriedades.
Como o alto-forno é abastecido antes do início da combustão, são necessários meios de entrada e circulação de ar e gases de combustão, em todas as regiões da carga. Por esse motivo, é imprescindível que as partículas, seja de combustível ou minério de ferro, tenham dimensões grandes o suficiente para que remanesçam lacunas entre elas. Pela mesma razão, é preciso que estes materiais tenham resistência mecânica suficiente para suportar o próprio peso da carga do forno, para que não haja esmagamento e consequente obstrução do alto-forno, daí a necessidade de pelotização, em se tratando de frações finas de minério.
Além destes objetivos principais, a produção de pelotas também permite adição de maior valor agregado ao produto, sendo possível acrescentar na própria pelota agentes redutores do ferro como carvão mineral.

## Processo
As etapas envolvidas no processo de pelotização podem, de forma genérica, ser agrupadas em três estágios: Preparação das matérias-primas, formação das pelotas cruas e processamento térmico.

### Preparação de matérias-primas
A preparação das matérias primas tem por objetivo adequar as características do minério de ferro às exigidas para a produção de pelotas cruas. Neste estágio é preparada a mistura a pelotizar, que pode comportar diferentes tipos de minérios e aditivos, estes utilizados para modificar a composição química e as propriedades metalúrgicas das pelotas. Em geral, incluem-se neste estágio as seguintes etapas: concentração / separação, homogeneização das matérias primas, moagem, classificação, espessamento, homogeneização da polpa e filtragem.

### Formação de pelotas
A formação de pelotas de barro, também conhecida por pelotamento, tem por objetivo produzir pelotas numa faixa de tamanhos apropriada e com resistência mecânica suficiente para suportar as etapas de transferência e transporte entre os equipamentos de pelotamento e o de tratamento térmico.

### Forno de pelotização
A fim de conferir às pelotas alta resistência mecânica e características metalúrgicas apropriadas, as mesmas são submetidas a um processamento térmico num forno de pelotização com o objetivo de sinterizar as pelotas. Há no forno regiões de secagem, pré queima, queima, pós-queima  e resfriamento. O tempo de duração de cada etapa e a temperatura a que são submetidas as pelotas têm forte influência sobre a qualidade do produto final.